# Maksym Talowjerow
Maksym Wadymowytsch Talowjerow (ukrainisch Максим Вадимович Таловєров; * 28. Juni 2000 in Naltschik, Russland) ist ein ukrainischer Fußballspieler.

## Karriere

### Verein
Talowjerow begann seine Karriere bei Schachtar Donezk. Zur Saison 2015/16 wechselte er zu Arsenal Kiew. Zur Saison 2016/17 schloss er sich Olimpik Donezk an. Im Februar 2019 wechselte er nach Tschechien zur U-19 von Dynamo Budweis. Zur Saison 2019/20 rückte er in den Profikader von Dynamo auf. Ohne Einsatz wurde er allerdings im August 2019 an die Reserve von Sparta Prag verliehen. Für Sparta B spielte er 13 Mal in der ČFL. In der Winterpause kehrte er wieder nach Budweis zurück.
Anschließend gab der Defensivspieler im Mai 2020 sein Profidebüt in der Fortuna liga. Bis Saisonende absolvierte er fünf Partien im Oberhaus. In der Saison 2020/21 kam er zu 26 Einsätzen. In der Saison 2021/22 absolvierte er bis zur Winterpause 14 weitere Partien, ehe er sich im Januar 2022 dem Ligakonkurrenten Slavia Prag anschloss. Für Slavia machte er bis Saisonende elf Spiele. Zur Saison 2022/23 wurde er innerhalb der Liga an Slovan Liberec verliehen. Für Liberec spielte er bis zur Winterpause 13 Mal, ehe er wieder nach Prag zurückkehrte.
Im Februar 2023 wurde Talowjerow dann ein zweites Mal verliehen, diesmal an den österreichischen Bundesligisten LASK. Bis zum Ende der Leihe kam er zwölfmal in der Bundesliga zum Einsatz. Zur Saison 2023/24 kehrte er wieder nach Prag zurück, kam dort aber nicht zum Einsatz. Im August 2023 wurde Talowjerow dann ein zweites Mal nach Linz verliehen. Nach zwölf Ligaeinsätzen bis zur Winterpause wurde er im Februar 2024 fest verpflichtet und erhielt einen bis 2027 laufenden Vertrag.
Nachdem er in der Saison 2024/25 von Neuzugang Hrvoje Smolčić verdrängt worden war, wechselte Talowjerow im Januar 2025 nach England zu Zweitligist Plymouth Argyle.

### Nationalmannschaft
Im März 2021 debütierte Talowjerow für die ukrainische U21-Auswahl und bestritt mit ihr bis 2023 insgesamt 21 Länderspiele. Im Sommer 2023 nahm er mit der Mannschaft an der U21-Europameisterschaft teil und kam dort bis zum Ausscheiden im Halbfinale gegen Spanien in vier der fünf Turnierspiele zum Einsatz.
Im März 2024 gab er in der EM-Qualifikation gegen Bosnien und Herzegowina sein Debüt im A-Nationalteam. Anschließend wurde er auch in den Kader für die EM im selben Jahr berufen.

## Persönliches
Sein Vater Wadym (* 1971) war ebenfalls Fußballspieler.